# Richard-Wagner-Straße 14 (Mönchengladbach)

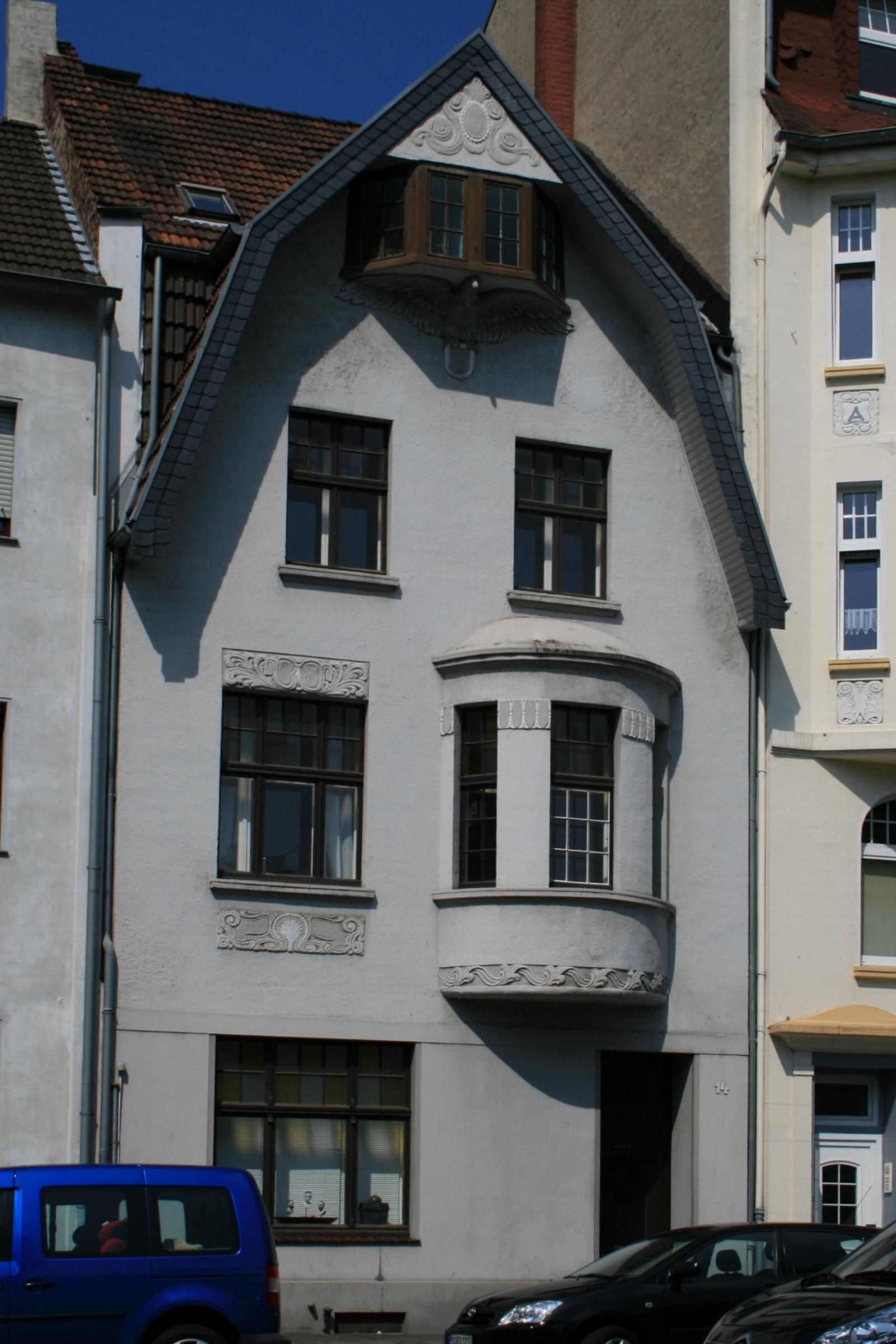
Wohnhaus (2010)

Das Wohnhaus Richard-Wagner-Straße 14 steht in Mönchengladbach (Nordrhein-Westfalen) im Stadtteil Dahl.
Das Gebäude wurde 1913 erbaut. Es wurde unter Nr. R 035 am 26. Januar 1989 in die Denkmalliste der Stadt Mönchengladbach eingetragen.

## Lage
Das Haus Nr. 14 entstand im Jahre 1912 und gehört zusammen mit dem Nachbarhaus Nr. 12 und dem Eckhaus Nr. 18 zu einem Restbestand der ursprünglichen Bebauung an dem nördlichen Teilstück der Richard-Wagner-Straße.

## Architektur
Es handelt sich, wie schon beim Nachbargebäude Nr. 12, um eine ungewöhnlich gestaltete Fassade. Besonders auffällig ist das überstehende abgeknickte Dach des Blendgiebels und das „wie ein Schwalbennest“ unter der Spitze des Giebels liegende Erkerfenster. Dieses wird gestützt von den ausgebreiteten Schwingen eines Raubvogels. Das Haus ist dreigeschossig und besitzt ein ausgebautes Dachgeschoss.
Da es sich bei dem Gebäude um ein relativ außergewöhnliches Einzelbauwerk in Mönchengladbach handelt, liegt eine Unterschutzstellung im öffentlichen Interesse.